# Omoadiphas cannula
Espèce
Statut de conservation UICN

 CR B1ab(iii) : 
En danger critique
Omoadiphas cannula  est une espèce de serpents de la famille des Dipsadidae.

## Répartition
Cette espèce est endémique du département d'Olancho au Honduras.

## Publication originale
- Mccranie & Cruz-Díaz, 2010 : A third new species of snake of the genus Omoadiphas (Reptilia, Squamata, Colubridae, Dipsadinae) from Honduras. Zootaxa, no 2690, p. 53–58.